# اما پولی
اما پولی (انگلیسی: Emma Pooley؛ زادهٔ ۳ اکتبر ۱۹۸۲) دوچرخه‌سوار زن اهل بریتانیا است.
از افتخارات وی میتوان به کسب مدال نقره دوچرخه‌سواری تایم تریل در بازی‌های المپیک تابستانی ۲۰۰۸ اشاره کرد.